# Atyphella scintillans
Atyphella scintillans is een keversoort uit de familie glimwormen (Lampyridae). De wetenschappelijke naam van de soort werd voor het eerst geldig gepubliceerd in 1890 door Olliff.